# Nicolas Celotti
Nicolas Franco Celotti König (Capital Federal; 11 de diciembre de 1997) es un futbolista argentino, alemán. Juega como defensor y su primer equipo fue Acassuso de Argentina. Actualmente milita en el ASD Nibbiano & Valtidone de la Eccellenza Emilia-Romagna.

## Trayectoria

### Acassuso
Dio los primeros pasos de su carrera en Acassuso, destacando primero como lateral derecho hasta que fue cambiado a la posición de Defensor central. Tuvo una destaca actuación con la categoría 97' de su club, consagrándose campeón de la 5.ª y 6.ª División en el año 2015, 2016.
En 2017, jugando esta vez para la 4.ª División de su club, tuvo varias actuaciones destacadas, logrando subir al primer equipo.

### Mirandes
Luego de sus buenas actuaciones en el primer equipo de Acassuso, llamó la atención de los ojeadores del  Grupo Desportivo Mirandes, quienes se interesaron en él para sumarlo al Campeonato de Portugal . Allí salió en varios diarios y programas de televisión por encontrarse viviendo junto a otros 11 jugadores argentinos durante la primera ola del coronavirus.
Finalmente, en enero de 2020 el interés se hace concreto y pasa a formar parte del GD Mirandes en condición de jugador libre. 

### Inter Leipzig
Luego de estar medio año en el fútbol portugués, a mediados de 2020 tomó la decisión de irse al Inter Leipzig de la NOFV-Oberliga-Süd.

### Einheit Wernigerode
Tras una temporada pausada por él coronavirus , cambia de equipo y se muda al Einheit Wernigerode de la NOFV-Oberliga-Süd.
Por una grave lesión no sumó varios minutos.

### Nibbiano & Valtidone
Al final de una dura temporada, cambia de país, equipo y se muda al ASD Nibbiano & Valtidone de la Eccellenza Emilia-Romagna, donde milita actualmente. Allí logra consagrarse campeón de la Copa Italia M. Minetti, dándole el primer título en la historia del club y clasificándose a la Copa Nacional para ascender.

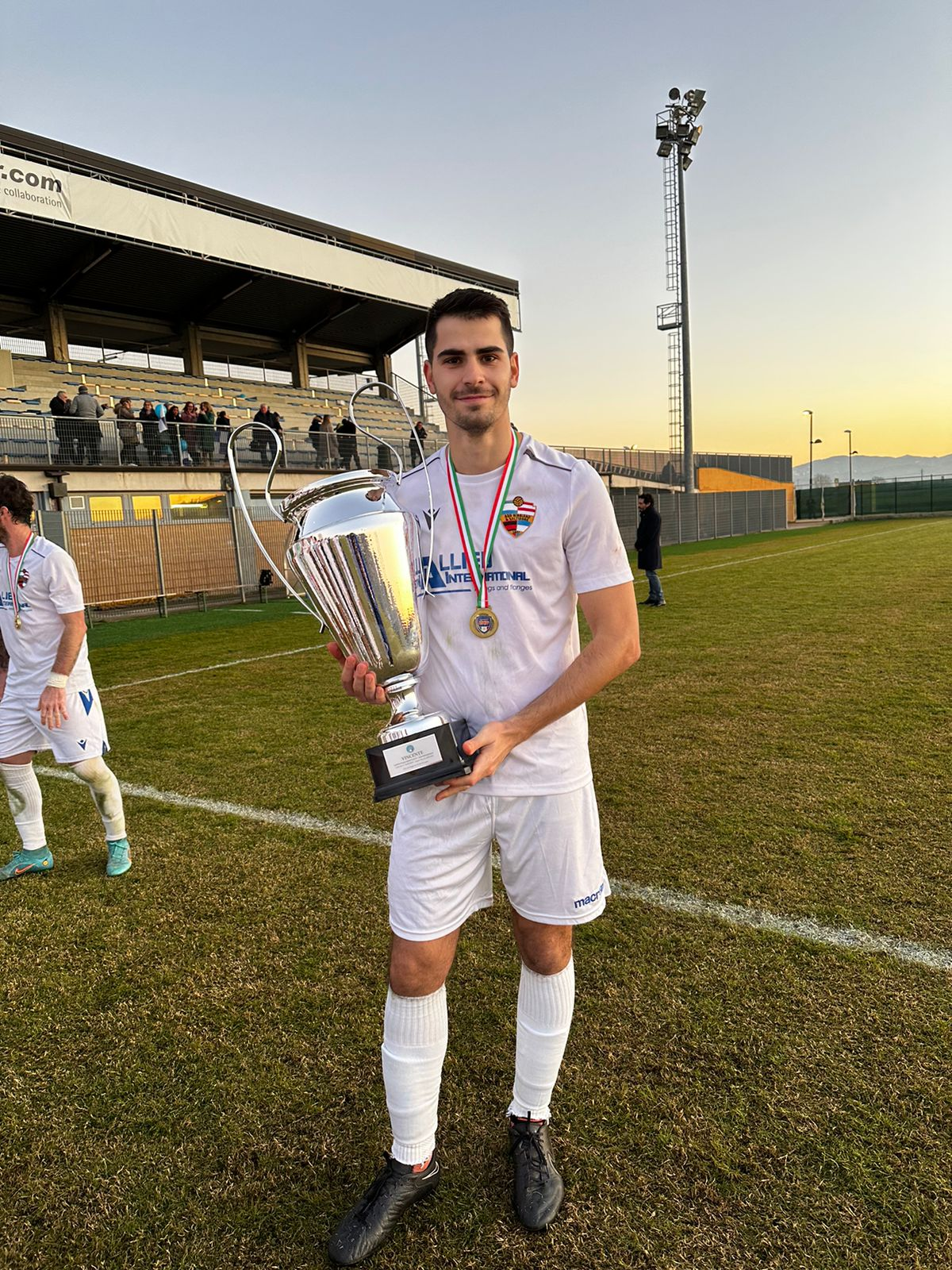
Nicolas Celotti con la Copa Italia M. Minetti

## Clubes
| Club                 | País      | Año       |
| -------------------- | --------- | --------- |
| Acassuso             | Argentina | 2018-2019 |
| Mirandes             | Portugal  | 2020      |
| Inter Leipzig        | Alemania  | 2020-2021 |
| Einheit Wernigerode  | Alemania  | 2021-2022 |
| Nibbiano & Valtidone | Italia    | 2022-Act. |